# Свистуново (Рамешковский район)
Свистуново — деревня в Рамешковском районе Тверской области.

## География
Находится в восточной части Тверской области на расстоянии приблизительно 12 км на юг по прямой от районного центра поселка Рамешки.

## История
Упоминается с 1646—1647 годов как пустошь во владениях Московского Вознесенского девичьего монастыря. В 1678 году уже деревня, где 4 крестьянских двора, 1 бобыльский. В 1709 году — 4 крестьянских двора, проживали 7 мужчин. В 1859 году в казенной русской деревне Свистуново 20 дворов, в 1887 — 42. В 2001 году в деревне 14 домов постоянных жителей и 18 домов — собственность наследников и дачников. В советское время работали колхозы им. Буденного и «Вперед». До 2021 входила в сельское поселение Застолбье Рамешковского района до их упразднения.

## Население
Численность населения: 168 человек (1859 год), 229 (1887), 153 (1941), 43 (1989), 25 (русские 100 %) в 2002 году, 21 в 2010.